# Ciampea
Ciampea est une Kecamatan d’Indonésie, située dans le kabupaten (subdivision administrative) de Bogor. Il est constitué de treize villages.
La capitale du Kecamatan est situé dans le village de Bojong Rangkas situé sur la route nationale 11

## Villages
Le Kecamatan est composé de 13 villages :
- Bojong Jengkol
- Bojong Rangkas
- Benteng
- Ciampea Udik
- Ciampea
- Cibadak
- Cibanteng
- Cibuntu
- Cicadas
- Cihideung Ilir
- Cihideung Udik
- Cinangka
- Tegal Waru